# Bleistiftnebel

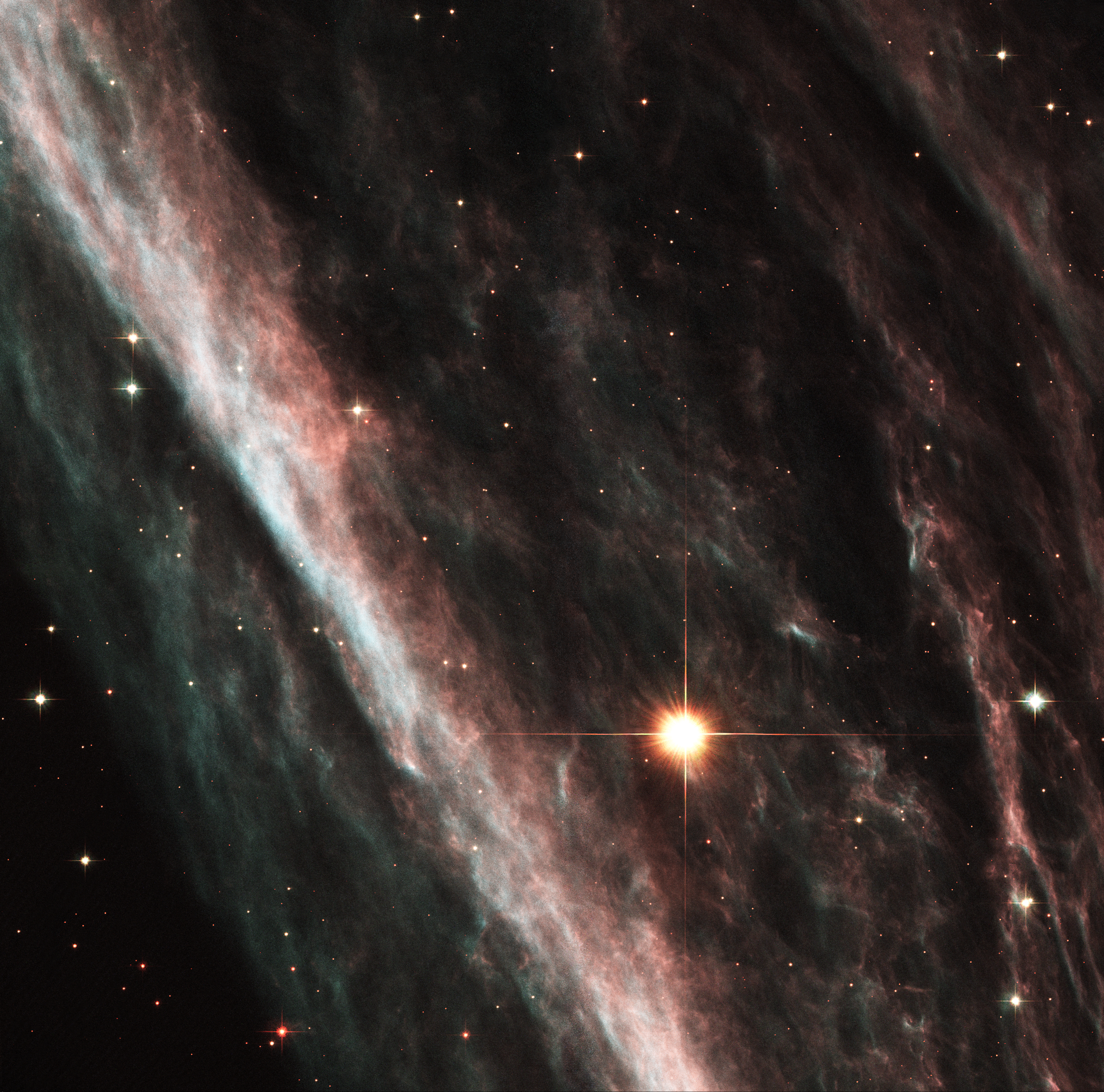
Detailaufnahme des Hubble-Weltraumteleskops

NGC 2736, manchmal auch Bleistiftnebel genannt, ist ein Emissionsnebel im Sternbild Vela, welcher 815 Lichtjahre von der Erde entfernt ist. NGC 2736 ist der Überrest einer gewaltigen  Explosion einer Supernova vor etwa 11.000 Jahren. Diese Supernova wird die Vela-Supernova genannt. Zu Beginn der Explosion soll sie 250 mal heller geleuchtet haben als die Venus und sich mit einer Geschwindigkeit von 40 Millionen Kilometern pro Stunde ausgedehnt haben. Die Geschwindigkeit hat sich bis heute auf 640.000 Kilometern pro Stunde verlangsamt.

Diese Sternenexplosion hinterließ einen Pulsar, der im Jahr 1968 entdeckt und später auch optisch identifiziert wurde, seine Rotationsperiode beträgt 89 Millisekunden.
Das Objekt wurde am 1. März 1835 vom britischen Astronomen John Herschel entdeckt.